# Теміргоївська
Темірго́ївська (рос. Темиргоевская) — станиця в Курганинському районі Краснодарського краю.
Населення — 8 478 осіб (2002).

## Географія
Розташована на правому березі Лаби при впадінні в неї притоки Чамлик. Автомобільна траса Курганинськ — Усть-Лабінськ. Родовище газу.

## Історична довідка
- У 1851 лінійними козаками побудоване Теміргоївське зміцнення. Одне із поселень у складі Нової (чи Лабінської) лінії, замість старої, що проходила по Кубані. Назва походить від одного з адигейських субетносів теміргоївців, землі яких лежали на протилежному боці Лаби.
- До революції станиця входила у Лабінський відділ Кубанської області.
- Теміргоївська — одна зі станиць, що була в 1932 році в «Чорних дошках». Від голоду загинули сотні жителів.